# Rajella bathyphila
Rajella bathyphila е вид акула от семейство Морски лисици (Rajidae). Видът не е застрашен от изчезване.

## Разпространение и местообитание
Разпространен е в Гренландия, Западна Сахара, Ирландия, Исландия, Канада и САЩ.
Обитава крайбрежията на морета. Среща се на дълбочина от 107 до 2172 m, при температура на водата от 3,1 до 10,9 °C и соленост 34,9 – 35,5 ‰.

## Описание
На дължина достигат до 90 cm.